# Liam
Liam est un prénom, diminutif de l'irlandais Uilliam, équivalent de l'anglais William et du français Guillaume. 
Le prénom Liam est apparu en France en 1986, et depuis, ne cesse d'augmenter année après année. En Suisse, c'est le prénom masculin le plus attribué aux nouveau-nés en 2018.
On fête les Liam avec les William le 10 janvier comme Guillaume de Bourges ou le 15 mars comme William Hart.

## Dans d'autres langues
En arabe, le mot  لِئْم, signifie « harmonie des opinions ou des sentiments ». Liham (prononcé avec un H) signifie également « sage » « érudit » « doux ».
En persan, le mot لیام désigne une plante qu'on trouve au sud de l'Iran, le terme signifie aussi « protecteur et soutien »,.
En hébreu le nom peut s'écrire de deux manières recouvrant deux significations « Pour moi (une) Nation » (ma nation) ou « Pour moi (un) Peuple »: לִיאַם or לִיעַם (mon peuple). Liam est aussi l'acronyme de « לא ידע עמי מלחמה » signifiant « Mon peuple ne connaîtra pas la guerre. ».
Ce prénom est donné au bébé le huitième jour suivant la naissance.

## Personnalités
- Liam O'Flaherty, écrivain irlandais, né en 1896
- Liam Cosgrave, homme politique irlandais, né en 1932
- Liam Neeson, acteur nord-irlandais, né en 1952
- Liam Brady, footballeur irlandais, né en 1956
- Liam Cunningham, acteur irlandais, né en 1961
- Liam Howlett, DJ anglais du groupe The Prodigy, né en 1971
- Liam Gallagher, Oasis, né en 1972
- Liam Lawrence, footballeur  irlandais né en 1981
- Liam Messam, joueur de rugby néo-zélandais né en 1984
- Liam O'Kane, soliste du groupe Libera né en 1984
- Liam McIntyre, acteur australien né en 1982
- Liam Hendriks, joueur de baseball australien né en 1989
- Liam Aiken, acteur américain, né en 1990
- Liam Hemsworth, acteur australien né en 1990
- Liam Payne, chanteur anglais du groupe One Direction, né en 1993
- Liam James, acteur canadien, né en 1996
- Liam Kelly
- Pour les personnalités de ce prénom, voir : Tous les articles commençant par « Liam ».

## Fiction
- Liam est un film de Stephen Frears
- Liam est un personnage fictif de la série Les Chevaliers d'Émeraude.
- Liam Court, est un personnage fictif de la série 90210 Beverly Hills : Nouvelle Génération depuis 2009.
- Liam est un personnage de Raymond Elias Feist dans Les Chroniques de Krondor.
- Liam O'Connor est un personnage dans la saga de livres Time Riders écrite par Alex Scarrow.
- Liam Gallagher est un personnage fictif de la série Shameless.
- Liam Dunbar est un personnage fictif de la série Teen Wolf
- Liam van Kirk est un personnage fictif de la série Dynastie
- Liam Forester est un personnage fictif de la série Amour, Gloire et Beauté

## Divers
- Liam est un robot conçu sur mesure pour démonter les iPhone qui se retrouvent dans le circuit de recyclage d'Apple.